# Antonio Rey Hazas
Antonio Rey Hazas (Guadalajara, 9 de septiembre de 1950-) es un filólogo, hispanista y cervantista español, catedrático de Literatura Española en la Universidad Autónoma de Madrid.

## Biografía
Se licenció en Filología Hispánica en 1974 por la UAM, hizo su tesina de Licenciatura sobre La trayectoria poética de Pedro Salinas, y enseñó durante treinta años en esa misma Universidad Autónoma de Madrid, donde hizo su tesis sobre El carácter paródico de La pícara Justina (1979). Fue en la UAM profesor colaborador de cátedra, encargado de curso (1974-1975), adjunto interino (1977), adjunto numerario (1982), profesor titular (1983) y catedrático (2006). Sus investigaciones se centraron en la obra de Miguel de Cervantes, la novela picaresca y otros géneros narrativos del Siglo de Oro y la literatura del XIX y en especial la poesía del XX. Publicó setenta libros, de ellos más de cuarenta ediciones, la mitad de ellas cervantinas; y un centenar largo de artículos. Presidió la Asociación de Profesores de Español de la Comunidad de Madrid y dirigió el Departamento de Filología Española de la UAM. Obtuvo el premio José Vasconcelos de 2013.

## Obras
- Artes de bien morir. Ars moriendi de la Edad Media y del Siglo de Oro (Madrid, Lengua de Trapo, 2003)
- Jarifas y Abencerrajes –Antología de la literatura morisca- (Madrid, Mare Nostrum, 2005)
- El teatro según Cervantes (n.º 20 de Cuadernos de Teatro Clásico)
- Deslindes de la Novela Picaresca (Universidad de Málaga, 2003)
- Miguel de Cervantes. Literatura y vida (Madrid, Alianza, 2005)
- Poética de la libertad y otras claves cervantinas (Madrid, Eneida, 2005)
- Cervantes en la Compañía Nacional de Teatro Clásico (n.º 21 de Cuadernos de Teatro Clásico)
- El nacimiento del Quijote. Edición y estudio del Entremés de los romances (Guanajuato, México, Museo Iconográfico del Quijote, 2006), con la colaboración de Mariano Campa
- El nacimiento del cervantismo. Cervantes y el Quijote en el siglo XVIII (Madrid, Editorial Verbum, 2006), con Juan Ramón Muñoz Sánchez
- El vino, su cultura, su mundo, su literatura, su vocabulario: España, siglos XVI-XVII (Madrid, Eneida, 2010).
- Introducción al Romancero de Padilla (México, 2010)
- Edición y estudio de Federico García Lorca, Bodas de sangre (Barcelona, Vicens Vives, 2012).
- América en Cervantes (entrega de la medalla de oro José Vasconcelos, México, 2013).
- Edición y estudio de Pedro Calderón de la Barca, El alcalde de Zalamea, Barcelona, Vicens Vives, 2015.
- Edición y estudio de Miguel de Cervantes, El licenciado Vidriera y otras novelas ejemplares, Barcelona, Vicens Vives, 2015
- Confusión de confusiones considerada como literatura (Madrid, CNMV, 2016).
- El nacimiento del cervantismo: Cervantes y el Quijote en el siglo XVIII. Verbum. 2006
- Con Florencio Sevilla Arroyo, ed. de M. de Cervantes, Teatro completo, Barcelona: Planeta, 1987.
- Con Florencio Sevilla Arroyo, ed. de M. de Cervantes, El ingenioso hidalgo don Quijote de la Mancha, Alcalá de Henares: Centro de Estudios Cervantinos, 1993.
- Ed. de Francisco López de Ubeda, La pícara Justina, Madrid: Edit. Nacional, 1977.
- Ed. de Miguel de Cervantes Saavedra, Entremeses, Madrid : Alianza Editorial, 2006
- Con Florencio Sevilla Arroyo, ed. de Miguel de Cervantes Saavedra, La Galatea, Madrid: Alianza, 1996.[2]